# 52e corps d'armée (Allemagne)
Pour les articles homonymes, voir 52e corps.
Le 52e corps d'armée (en allemand : LII. Armeekorps) était un corps d'armée de l'armée de terre allemande, la Heer, au sein de la Wehrmacht pendant la Seconde Guerre mondiale.

## Historique
Le LII. Armeekorps est activé le 25 octobre 1940 dans le Wehrkreis VI (Cologne).
Le 28 février 1941, le corps prend le nom de camouflage de Kommando-Stab Hannover puis le 9 avril 1941 celui de Kommando-Stab Scharnhorst.
Il est dissout sur le Front de l'Est le 27 septembre 1944.

## Organisation

### Commandants successifs
| Date                                | Grade                  | Commandant            |
| ----------------------------------- | ---------------------- | --------------------- |
| 25 octobre 1940 - 20 novembre 1941  | General der Infanterie | Kurt von Briesen      |
| 20 novembre 1941 - 10 décembre 1941 | Generalleutnant        | Albert Zehler         |
| 10 décembre 1941 - 1er octobre 1943 | General der Infanterie | Eugen Ott             |
| 1er octobre 1943 - 20 novembre 1943 | General der Infanterie | Hans-Karl von Scheele |
| 20 novembre 1943 - 1er février 1944 | General der Infanterie | Erich Buschenhagen    |
| 1er février 1944 - 1er avril 1944   | General der Infanterie | Rudolf von Bünau      |
| 1er avril 1944 - ? août 1944        | General der Infanterie | Erich Buschenhagen    |

### Chef des Generalstabes
| Date                           | Grade               | Commandant       |
| ------------------------------ | ------------------- | ---------------- |
| Novembre 1940 - 1er juin 1941  | Oberstleutnant i.G. | Hans Clausius    |
| 1er juin 1941 - Septembre 1942 | Oberst i.G.         | Hans Doerr       |
| Septembre 1942 - Avril 1944    | Oberstleutnant i.G. | Werner Pistorius |
| Avril 1944 - Juillet 1944      | Oberst i.G.         | Hans Ehlert      |

### 1. Generalstabsoffizier (Ia)
| Date                         | Grade               | Commandant         |
| ---------------------------- | ------------------- | ------------------ |
| Novembre 1940 - Juin 1941    | Hauptmann i.G.      | Herbert Ohrloff    |
| 21 juin 1941 - Juillet 1942  | Major i.G.          | Paul-Heinz Brendel |
| Juillet 1942 - Juin 1943     | Major i.G.          | Hans Hessel        |
| Juin 1943 - Août 1943        | Major i.G.          | August Hermani     |
| Août 1943 - Décembre 1943    | Oberstleutnant i.G. | Robert Starke      |
| Décembre 1943 - 10 juin 1944 | Major i.G.          | Hans-Georg Distel  |
| Août 1944                    | Major i.G.          | Karl-Heinrich Leue |

## Théâtres d'opérations
- Allemagne : novembre 1940 - juin 1941
- Front de l'Est, secteur Sud : juin 1941 - septembre 1944

## Ordre de batailles

### Rattachement d'armées
| Date     | Armée                      | Groupe d'armées             |
| -------- | -------------------------- | --------------------------- |
| 1940     |                            |                             |
| Décembre | 11. Armee                  | Heeresgruppe C              |
| 1941     |                            |                             |
| Janvier  | 11. Armee                  | Groupe d'armées C           |
| Mai      | 11. Armee                  |                             |
| Juin     | 17. Armee                  | Heeresgruppe Süd            |
| 1942     |                            |                             |
| Janvier  | 17. Armee                  | Groupe d'armées Sud         |
| Août     | 1. Panzerarmee             | Heeresgruppe A              |
| 1943     |                            |                             |
| Janvier  | 1. Panzerarmee             | Heeresgruppe A              |
| Février  | 17. Armee                  | Heeresgruppe A              |
| Avril    | Armee-Abteilung Kempf      | Groupe d'armées Sud         |
| Mai      | Auffrischungs-Stab Charkow | Groupe d'armées Sud         |
| Juillet  | 4. Panzerarmee             | Groupe d'armées Sud         |
| Octobre  | 1. Panzerarmee             | Groupe d'armées Sud         |
| 1944     |                            |                             |
| Janvier  | 6. Armee                   | Groupe d'armées Sud         |
| Février  | 8. Armee                   | Groupe d'armées Sud         |
| Mars     | 6. Armee                   | Groupe d'armées C           |
| Avril    | 6. Armee                   | Groupe d'armées Sud Ukraine |

### Unités subordonnées

#### Unités organiques
- Arko 137
- Korps-Nachrichten-Abteilung 452
- Korps-Nachschubtruppen 452
- Turk.Inf.Btl. 452

#### Unités rattachées
18 juin 1941
- 100. leichte Division
- 101. leichte Division
- 444. Sicherungs-Division
- 454. Sicherungs-Division

15 juillet 1941
- 100. leichte Division
- 101. leichte Division
- 257. Infanterie-Division

12 août 1941
- 100. leichte Division
- 97. leichte Division
- 257. Infanterie-Division

28 août 1941
- 97. leichte Division
- 100. leichte Division
- 76. Infanterie-Division

15 septembre 1941
- 252. Infanterie-Division

10 octobre 1941
- 9. Infanterie-Division
- 298. Infanterie-Division
- 297. Infanterie-Division

31 octobre 1941
- 9. Infanterie-Division
- 298. Infanterie-Division

24 décembre 1941
- 111. Infanterie-Division
- 97. leichte Division

2 janvier 1942
- 111. Infanterie-Division
- 97. leichte Division
- 101. leichte Division

16 février 1942
- 111. Infanterie-Division
- 101. leichte Division

24 juin 1942
- 111. Infanterie-Division

22 décembre 1942
- 50. Infanterie-Division
- 111. Infanterie-Division
- 370. Infanterie-Division

5 février 1943
- 50. Infanterie-Division
- 370. Infanterie-Division
- 13e Panzerdivision
- 2. rumänische Gebirgs-Division

29 avril 1943
- 57. Infanterie-Division
- 255. Infanterie-Division
- 332. Infanterie-Division

26 août 1943
- 255. Infanterie-Division
- 112. Infanterie-Division
- 57. Infanterie-Division

26 décembre 1943
- 76. Infanterie-Division
- 384. Infanterie-Division
- 17e Panzerdivision
- SS-Division "Totenkopf"
- 13e Panzerdivision
- 2e division parachutiste

15 juillet 1944
- 4. Gebirgs-Division
- 294. Infanterie-Division
- 320. Infanterie-Division

## Sources
- Le 52e corps d'armée sur Lexikon-der-wehrmacht.de